# Dési Bouterse
Desiré Delano "Dési" Bouterse (phát âm tiếng Hà Lan: [ˈbɑutərsə]), 13 tháng 10 năm 1945) là tổng thống thứ 9 của Suriname. Từ năm 1980 đến 1987, ông là nhà độc tài tại Suriname khi đất nước nằm dưới quyền cai trị của lực lượng quân sự.
Bouterse là chủ tịch của một tổ chức liên hiệp chính trị tại Suriname mang tên Megacombinatie (Siêu tổ hợp) và là lãnh đạo của Đảng Dân chủ Quốc gia (NDP), một bộ phận của Megacombinatie. Ngày 19 tháng 7 năm 2010, Bouterse được bầu làm Tổng thống của Suriname với 36 trong tổng số 50 phiếu bầu tại nghị viện và đến ngày 12 tháng 8 năm 2010 ông đã bắt đầu nhiệm kì của mình.
Bouterse có lẽ là nhân vật gây tranh cãi nhất Suriname. Ông bị quy phải chịu trách nhiệm về các hành vi vi phạm nhân quyền dưới chế độ độc tài của ông như vụ án mạng tháng 12 và thảm sát Moiwana.
Năm 2000, ông bị một toà án Hà Lan kết án 11 năm tù giam vì tội buôn bán 474 kg cocain. Bouterse luôn phủ nhận cáo buộc và cáo buộc lại rằng nhân chứng Patrick van Loon đã bị chính phủ Hà Lan mua chuộc. Theo các điện tín mà Wikileaks công bố năm 2011, Bouterse đã hoạt động trong lĩnh vực buôn bán ma túy đến năm 2006.
Europol đã ban hành một lệnh bắt giữ đối với ông, song do ông là tổng thống nên sẽ được miễn.